# Макарово (Брестская область)
Мака́рово (бел. Макарава; пол. Makarowo) — агрогородок в Каменецком районе Брестской области Беларуси. Входит в Огородникский сельсовет.
Расположена на правом притоке Пульвы в 4 км от границы с Польшей, в 34 км к западу от Каменца, в 38 км к северо-западу от Бреста.

## История
- в 1534 году имение пани Милославы кухмистра Юрия Миколаевича.
- в середине XIX века: деревня в составе Брестского уезда Гродненской губернии, владение князя Сапеги. Относилась к Высоко-Литовскому имению.
- 1845: 34 двора, 242 жителя и таверна.
- во второй половине XIX века: в составе Высоко-Литовской области Брестского уезда Гродненской губернии.
- 1857: 302 жителя.
- 1890: Мака́ровская сельская община имела 319 десятин пахотной и усадебной земли.
- 1897: 67 дворов, 381 житель. Действовала хлеба-запасная лавка. При таверне: 1 двор и 6 жителей.
- 1905: 413 жителей.
- 1921: в составе Высоко-Литовского гмина Брестского уезда Полесского воеводства Польской Республики.
- 1923: 28 жилых и 7 нежилых дворов, 262 жителя. Действовала подпольная ячейка КПЗБ (глава М. М. Казусик).
- 1939: в составе Брестской области БССР.
- 1940: в составе Огородненского Сельсовета Высоковского района, 78 дворов, 297 жителей.
- 1948: 47 учащихся в начальной школе.
- 1960: 398 жителей.
- 1962: в составе Каменецкого района.
- 1970: 399 жителей.
- 1999: 440 жителя.
- 2005: 396 жителя[2], 151 двор.
- 2010: 403 жителя.
- 2021:500+ жителей, 180 домов, 1 ферма.